# Dysdera tilosensis
Dysdera tilosensis là một loài nhện trong họ Dysderidae.
Loài này thuộc chi Dysdera. Dysdera tilosensis được Jörg Wunderlich miêu tả năm 1992.